# 小池祥絵
小池 祥絵（こいけ さちえ、1979年1月11日 - ）は、日本のタレント、グラビアアイドルである。

## 人物
栃木県日光市生まれ。1994年にデビュー。1997年に小池祥絵に芸名を変更後、、新日本プロレスイメージガール「スーパーJガールズ」の一員として活動。2001年10月から1年間、テレビのバラエティー番組 『ワンダフル』（TBS）の、第5期ワンギャルの一員として同番組にレギュラー出演し注目を集める。同年には一時期、タレント・安めぐみとのコンビ、『あんこ』としても活動した。
翌2002年（平成14年）の後半、当時所属していた芸能事務所「アーティストハウス・ピラミッド」の伊藤絵理香・相楽のり子・熊田曜子と共に『P-GIRL』として、グラビアページ活動や競艇関連のイベントに参加した。
後に「株式会社クレイバーライツ」に移籍し、タレント活動を続けるも2006年に引退。地元の栃木県に戻るが、2008年頃に復帰。芸名を「小池さちえ」に改名し、のちには栃木県内に軸足を置いてテレビ・CM・イベント司会などのタレント活動を行っている。東日本大震災後は特に栃木県への愛着を強めており、U字工事に次いでとちぎテレビに欠かせないタレントとなった。2016年にとちぎ未来大使に就任。現在は結婚し、娘が二人いる。
2016年以降は本名である「小池祥絵」に戻し活動。
公式には1981年生まれとしていたが、2016年1月12日のブログにおいて37歳の誕生日であることを公表し、実は1979年生まれであることを明らかにした。

## 出演

### テレビドラマ
- センチメントの季節 第1章「還らざる海」（1999年12月、WOWOW）
- 月曜ミステリー劇場横山秀夫サスペンス 逆転の夏（2001年9月3日）

### テレビバラエティー・情報番組
- GameWave（2001年3月7日 - 2001年4月4日、テレビ東京系列）
- ワンダフル（2001年10月 - 2002年9月、TBS系）
- 開運!なんでも鑑定団（テレビ東京）リポーター
- グラビアの美少女（MONDO21）
- TEPCO楽らくクッキング アシスタント（とちぎテレビ、2010年度）[7]
- イブニング6 (とちぎテレビ)（2011年度）
- こいけさちえ＊なう（2011年、エキサイトビジョン原宿など）※大型ビジョン専門番組[8]
- ダイアモンド☆ユカイとユカイなラーメン研究所（2014年4月 - 6月、とちぎテレビ）
- 秘湯ロマン （テレビ朝日）
- 5じはんLIVE@home （とちぎテレビ、2016年4月 - 2017年3月）「ペットプラネット」MC・リポーター
- イブニング6Plus （とちぎテレビ、2017年4月 - ）「ペットプラネット」MC・リポーター

### 映画
- 悪魔が棲む家2001（2001年、パル企画）
- 恐怖学園（2001年、パル企画）
- フィールズ・エンジェル（2004年6月12日、横山浩之監督）[9]
- 怪特探KAITOKUTAN 岸部町奇談（2013年、林一嘉監督）[10]

### ラジオ
- 小池さちえのリフォーム家族生活（栃木放送　月曜14:30-14:45「グレイト!!!」内）

## 出版

### 写真集
- private（1999年10月、ぶんか社、撮影：小池伸一郎）ISBN 4821123045
- KNOCK OUT（2000年4月、宙出版、撮影：丸山裕）ISBN 4872878051
- Bean Jam（2001年11月、竹書房、撮影：木原伸幸）ISBN 4812408156・・・安めぐみと「あんこ」として共演

### ビデオ・DVD
- Sugar（2000年8月、ジーオーティー）
- BESIDE（2001年3月、バウハウス）
- Bean Jam（2001年12月、竹書房）
  - 安めぐみと「あんこ」として共演。
- My Room（2002年7月、GPミュージアム）
- 笑えない女（2003年9月、フューズビジュアル）
- Mermaid（2005年12月、フォーサイド・ドット・コム）

## 執筆

### 連載コラム
- ガンダム×コスパ（2012年3月、KADOKAWA「ガンダムＡ」）[11]